# ベーラング・サファリ
ベーラング・サファリ（ペルシア語: بهرنگ صفری, ラテン文字表記: Behrang Safari, 1985年2月9日 - ）は、イラン・テヘラン出身の元サッカー選手。元スウェーデン代表。現役時代のポジションはDF、MF。

## 経歴

### 幼少期
イラン・イラク戦争の影響で2歳の時に会計士の父と教師の母と二人の兄弟と共にスウェーデンへ脱出。まず、ヘガネスという小さな町に定住し、5歳の時にルンドへ移住した。1992年にアマチュアクラブのルンズSKの下部組織に入団し、様々なカテゴリーを経て4部を戦うトップチームまで上り詰めた。その後、マルメFFの下部組織と対戦した際に関心を寄せられ、相手クラブの監督からの誘いで下部組織の合宿に参加し、契約を結んだ。

### クラブ
2004年のシーズン前にマルメFFのトップチームと契約を締結 し、同年7月に途中出場の形でプロデビュー以降は3試合に出場。また、トム・プラール監督の下で最初のシーズンでリーグ優勝を経験した。2006年から出場機会が増えたことでウルリヒ・ヴィンゼンツ、ヨナス・サンドクヴィスト、マルクス・ポーデ、アンデシュ・アンデションといった中心選手と共にプレーし、2007年からは居場所を完全に掴み、2008年も退団するまでの全11試合に出場するなど主力として貢献した。
2008年6月15日にスイスの強豪FCバーゼルへ移籍したことが発表され、翌日にバーゼルの公式サイトでも発表された。同年7月23日のグラスホッパー・クラブ・チューリッヒ戦（ホーム1-0）で初出場し、7月30日にUEFAチャンピオンズリーグ 2008-09予選2回戦のウッレヴィでのIFKヨーテボリ戦（アウェー1-1）で欧州カップ戦に初出場をした。1シーズン目は、クリスティアン・グロス監督の下でリーグ戦36試合中34試合出場し、左SBの主力を務めた。
2009-10シーズンは、10年指導してきたグロス監督の代わりに加入したドイツ人のトルステン・フィンク新監督の下でベグ・フェラティ、ダビド・アブラーム、サミュエル・インコーム、チャーダシュ・アタンと共に守備陣を支え、最終節で勝ち点が並ぶBSCヤングボーイズとの直接対決を制し、クラブの13回目のリーグ優勝に貢献。2010年2月7日のBSCヤング・ボーイズ戦（ホーム4-0）で移籍後初得点を記録した。また、2部のFCローザンヌ・スポルトとのカップ決勝 (6-0) では、ヴァレンティン・シュトッカーの2得点、ジェルダン・シャチリ、ジャック・ズア、スコット・チッパーフィールド、ベンヤミン・フッケルの得点で力の差を見せつけて優勝し2冠を達成した。
2010-11シーズンは予選を経て、クラブ史上3度目となるUEFAチャンピオンズリーグに出場。サファリはグループリーグ全6試合に出場し、奮闘するもバイエルン・ミュンヘンとASローマの壁は高く敗退。3位での敗退だったためUEFAヨーロッパリーグ 2010-11へとまわったが、ラウンド32のFCスパルタク・モスクワ戦で破れ早期敗退した。一方の国内リーグでは、第31節のFCシオン戦 (0-3) で敗北したことで苦しい状況となったが、残り5試合を3勝2分けの無敗で乗り切ったことでFCチューリッヒとの勝ち点差が僅か1上回り、リーグ2連覇となった。
2011年5月30日にベルギーの強豪RSCアンデルレヒトと3年契約を締結。7月29日のOHルーヴェン戦（アウェー1-2）で移籍後初出場を飾り、8月18日にUEFAヨーロッパリーグ 2011-12予選のブルサ・アタトゥルク・スタジアムでのブルサスポル戦（アウェー2-1）でアンデルレヒトでの欧州カップ戦デビューをした。同シーズンにリーグ優勝を経験した。2013-14シーズンよりバーゼルに復帰すると、リーグ戦では自身3度目のスーパーリーグ優勝に貢献した。スイス・カップにおいては決勝戦でFCチューリッヒに延長戦の末2-0で敗れ、国内2冠はならなかった。同シーズンのUEFAチャンピオンズリーグ・グループステージ3位となり、UEFAヨーロッパリーグに参戦し準々決勝まで勝ち進んだ。翌シーズンは左サイドバックとしてプレーし、リーグでは自身として6年連続7度目の優勝を果たした。UEFAチャンピオンズリーグでは、グループリーグ最終節であるアウェーでのリヴァプールFC戦を1-1で終え、同クラブを抑えて決勝トーナメントに進出 した。このシーズンはパウロ・ソウザの下、全65試合中41試合に出場した。ウルス・フィッシャーがバーゼルの新監督に就任した2015-16シーズンでも、同クラブにおいて自身5度目のリーグ優勝を経験した。2016年1月18日、2015-16シーズン限りでバーゼルとの契約が満了することに伴い、シーズン終了後にマルメに復帰し2020年までの契約を結んだことが発表された。

### 代表
2008年1月の親善試合ツアーで招集され、コスタリカ戦 (1-0) 、アメリカ戦 (0-2) 、トルコ戦 (0-0) の全3試合に出場。デビュー戦となったコスタリカ戦では、サファリのクロスからサムエル・ホルメンがボレーシュートを決め、勝利した。
2010年10月12日にアムステルダム・アレナで行われたEURO2012予選のオランダ戦（アウェー1-4）では、1点のビハインドを追いかける中で、サファリのスローインのミスをヴェスレイ・スナイデルにボールを拾われてしまい、そこからアンドレーアス・イサクソンが守るゴールに向かうフリーのイブラヒム・アフェレイに得点を決められ、0-2とリードを広げられた。最終的にチームは1-4で敗北し、サファリはこのミスもありハーフタイム中にオスカル・ヴェントと交代させられた。

## タイトル
マルメFF
- アルスヴェンスカン : 2004, 2016, 2017, 2020

FCバーゼル
- スーパーリーグ : 2009-10, 2010-11, 2013-14, 2014-15, 2015-16
- スイス・カップ : 2009-10

RSCアンデルレヒト
- ジュピラー・プロ・リーグ : 2011-12, 2012-13
- ベルギー・スーパーカップ : 2012-13